# Rimava (řeka)
Rimava je řeka na jihu středního Slovenska, nejdůležitejší řeka Malohontu, pravostranný přítok řeky Slaná. Protéká územím okresu Rimavská Sobota. Je dlouhá 88 km a plocha povodí měří 1380 km².

## Průběh toku
Pramení ve Veporských vrších na jihovýchodním svahu hory Fabova hoľa v nadmořské výšce asi 1 249 metrů. Protéká Muránskou planinou, pohořím Stolické vrchy a městem Rimavská Sobota. Do Slané se vlévá poblíž obce Vlkyňa.

## Popis toku
Nejprve teče na jih a v pramenné oblasti přibírá víceré krátké přítoky, na krátkém úseku teče na území Muráňské planiny, kde zprava přibírá Strieborný potok (596,3 m n. m.), potom zleva Kačkavu a Slávču a teče územím města Tisovec už v Stolických vrších. Na území města přibírá pravostranný Furmanec a levostrannou Skaličku, následně zprava Rejkovský potok protékající osadou Rejkovo. Dále pokračuje přes obec Rimavská Píla, kde zprava přibírá Blatný potok.
Následně teče na hranici Stolických vrchů a Revúcké vrchoviny a protéká osadami Hačava (zde přibírá zprava Bystrý potok), Skálie a Mútnik. Vtéká na území města Hnúšťa v Rimavském podolí, zprava přibírá Klenovskou Rimavu a teče okolo osady Likier. Od hlavního koryta se na pravé straně odděluje vedlejší rameno, které se opětovně připojuje u obce Rimavské Brezovo, na krátkém úseku se zařezává do Revúcké vrchoviny. Pokračuje přes Rimavskou Baňu, kde zprava přibírá nejprve Repno a následně i Rimavici.
Teče dále na jih, odděluje obce Rimavské Zalužany na pravém břehu a Príboj na levém břehu a vstupuje na území Rimavské kotliny. Prudčeji se stáčí a u obce Kociha vytváří několik meandrů a přibírá pravostranný Kocižský potok. Dále protéká mezi obcemi Hrachovo na pravém břehu a Vyšný Skálnik na opačném břehu, následně odděluje pravobřežní Vrbovce nad Rimavou (zde zprava přibírá Lužné) a levobřežní Nižný Skálnik (zde zleva přibírá Vyvieračku). Potom přibírá z pravé strany Mihovec, odděluje obce Malé Teriakovce (levý břeh) a Veľké Teriakovce (pravý břeh) a Rimava, odtud pak teče více na jihovýchod. Zprava se vlévá Krásňanský potok, u Čerenčan také pravostranný Čerenčiansky potok a vtéká na katastrální území města Rimavská Sobota.
Protéká městem u Sobôtky, zprava přibírá Čiernolúcky potok, odděluje sídliště Západ a Tomášovou od zbytku města a u části Sabová se stáčí opět na jih, kde opouští region Malohont a dostává se do regionu Gemer. Teče u obce Rimavské Janovce, kde přibírá zprava Ľukvu a Gemerčecký potok, následně pokračuje u obcí Pavlovce a Jesenské, kde přibírá pravostrannou Gortvu a stáčí se na jihovýchod.
Obtéká obec Širkovce, u sousední obce Šimonovce se stáčí na severovýchod, zprava přibírá Mačací potok a dále protéká územím s vybudovanými ochrannými hrázemi. Pokračuje okolo obcí Dubovec a Martinová víceméně východním směrem, z pravé strany přibírá Belínsky potok, teče v blízkosti obce Orávka a osady Višňové. U obce Rimavská Seč přibírá z pravé strany druhé rameno Mačacieho potoka a zleva významný přítok Blh. Potom přibírá zleva Tešku a koryto se obloukem stáčí na jihovýchod, přibírá zprava Vlkyňský potok, obtéká obec Vlkyňa, opětovně se stáčí k severovýchodu a na katastrálním území této obce se v nadmořské výšce přibližně 145 m n. m. vlévá do Slané.